# Ridderorden in Jemen
Jemen heeft als koninkrijk en na 1962 ridderorden naar Europees model gekend. De ridderorde is geen deel van de Arabische of Jemenitische cultuur maar het hof in Sana'a kwam in aanraking met de Westerse diplomatieke gebruiken in de periode dat het land door het Verenigd Koninkrijk werd overheerst.
De Hashemitische heersers van Jemen uit de dynastie der Al-Qasimi hebben twee ridderorden naar Europees model ingesteld.
- De Koninklijke Orde van Verdienste. In 1939 door Koning Yahya ingesteld. De orde had één enkele graad.
- De Hamidaddinische Orde van de Kroon van Jemen. De orde werd op 21 juli 1971 in ballingschap ingesteld door de in 1962 afgezette Koning Al-Mansur Bi'llah Muhammad Al-Badr bin Al-Nasir-li-dinu'llah Ahmad en Prins 'Ali bin Ibrahim van Jemen. De orde heeft vier graden en drie divisies.[1]

De republiek Jemen heeft eigen orden ingesteld. Jemen werd lange tijd door de Sovjet-Unie gedomineerd. Het land stelde orden in die sterk op de Russische voorbeelden leken. Ook organisatorisch gaat het om socialistische orden met één enkele graad.

## Orden van Noord Jemen
- De Noord Jemenitische Orde van de Ster van de Republiek
- De Noord Jemenitische Orde van Kunst en Wetenschappen
- De Noord Jemenitische Orde van Verdienste

## Orden van Zuid Jemen
Op 22 mei 1990 vormden Zuid-Jemen en Noord-Jemen samen de Arabische Republiek Jemen
- De Orde van de 22e juni
- De Orde van Trouw
- De Orde van de Aarde
- De Orde van Dapperheid
- De Held van de Republiek Zuid-Jemen
- De Orde van Belangrijke Diensten van Zuid-Jemen

De orden werden in Hongarije gefabriceerd en de goedkope versierselen missen de kenmerken van de Arabische en Jemenitische edelsmeedkunst.

## De orden van het verenigde Jemen[3]
- De Orde van Ma'arib
- De Order of Glorie,
- De Orde van Goede Diensten (2de versie)
- De Orde van de Oorlogsgewonden
- De Orde van Saba'a van de Jemenitische Arabische Republiek
- De Jemenitische Orde van Marib